# Wrangwortel
De wrangwortel (Helleborus viridis, synoniem: Helleborus viridis subsp. occidentalis) is een giftige, geurloze, overblijvende plant, die behoort tot de ranonkelfamilie (Ranunculaceae). De soort wordt ingedeeld in de sectie Helleborastrum. Deze stinzenplant bloeit in de vroege lente en wordt dan 20–40 cm hoog.

## Kenmerken
De wrangwortel heeft twee niet grondstandige bladeren, die in de herfst verdorren. Ze zijn handvormig met zeven tot dertien blaadjes die aan hun basis samengegroeid zijn en een gezaagde rand hebben.
De plant bloeit in maart en april met lichtgroene, 3–4 cm grote bloemen op lange stelen. Na de bevruchting zijn de bloemen dikwijls neerhangend. De vrucht is een kokervrucht met dezelfde lengte en breedte.

## Voorkomen
Helleborus viridis subsp. occidentalis (Reut.) Schiffner (synoniem: Helleborus occidentalis Reut.) – komt voor in een groot deel van West-Europa vanaf de Britse eilanden tot in Spanje.
De wrangwortel werd lang als medicinale en veterinaire plant in klooster- en andere tuinen gekweekt. De zaden, die een mierenbroodje hebben, worden door mieren verspreid. Zo geraakte de plant door de eeuwen heen verwilderd in de aanliggende streken. De grenzen van haar natuurlijke verspreiding zijn niet met zekerheid gekend. Misschien is zij slechts oorspronkelijk wild in de Pyreneeën en het Cantabrisch Gebergte.
De wrangwortel is zeldzaam in Centraal en Zuid-België, vooral in de omgeving van de Maasvallei. In Nederland staat de stinsenplant op de Nederlandse Rode lijst van planten als zeer zeldzaam en sterk in aantal afgenomen.
De plant komt voor op vochtige, kalkhoudende grond bij voorkeur in de halfschaduw van loofbossen. In de Pyreneeën treft men die plant aan tot een hoogte van 1800 m.

## Ondersoorten
Helleborus viridis subsp. viridis heeft een meer zuidelijke verspreiding dan Helleborus viridis subsp. occidentalis.
De ondersoort Helleborus viridis subsp. viridis is gewoonlijk een grotere plant dan Helleborus viridis subsp. occidentalis. Zij onderscheidt zich verder ervan door de volgende kenmerken:
- De bladeren zijn minder getand
- De blaadjes zijn vanaf de bladsteel gedeeld en zijn in hun jeugd onderaan donzig behaard
- De ontluikende bloemen gaan wijder open
- De kokervruchten zijn langer dan breed

Deze ondersoort treft men voornamelijk aan in het noorden van Italië en de aangrenzende alpiene streken. In Frankrijk is ze aanwezig in de Zee-Alpen.
In Italië, waar haar verspreiding aangrenst aan die van Helleborus multifidus subsp. bocconei – een andere soort van de sectie Helleborastrum – treft men tussenvormen aan.

## Toepassing
In de homeopathie wordt wrangwortel gebruikt bij storingen in de nierfunctie en ziekten van de urinewegen.

## Afbeeldingen

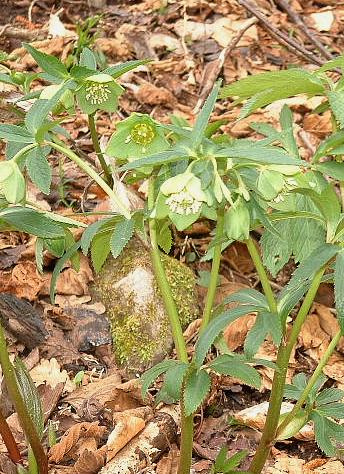
Helleborus viridis subsp. occidentalis in de Pyreneeën
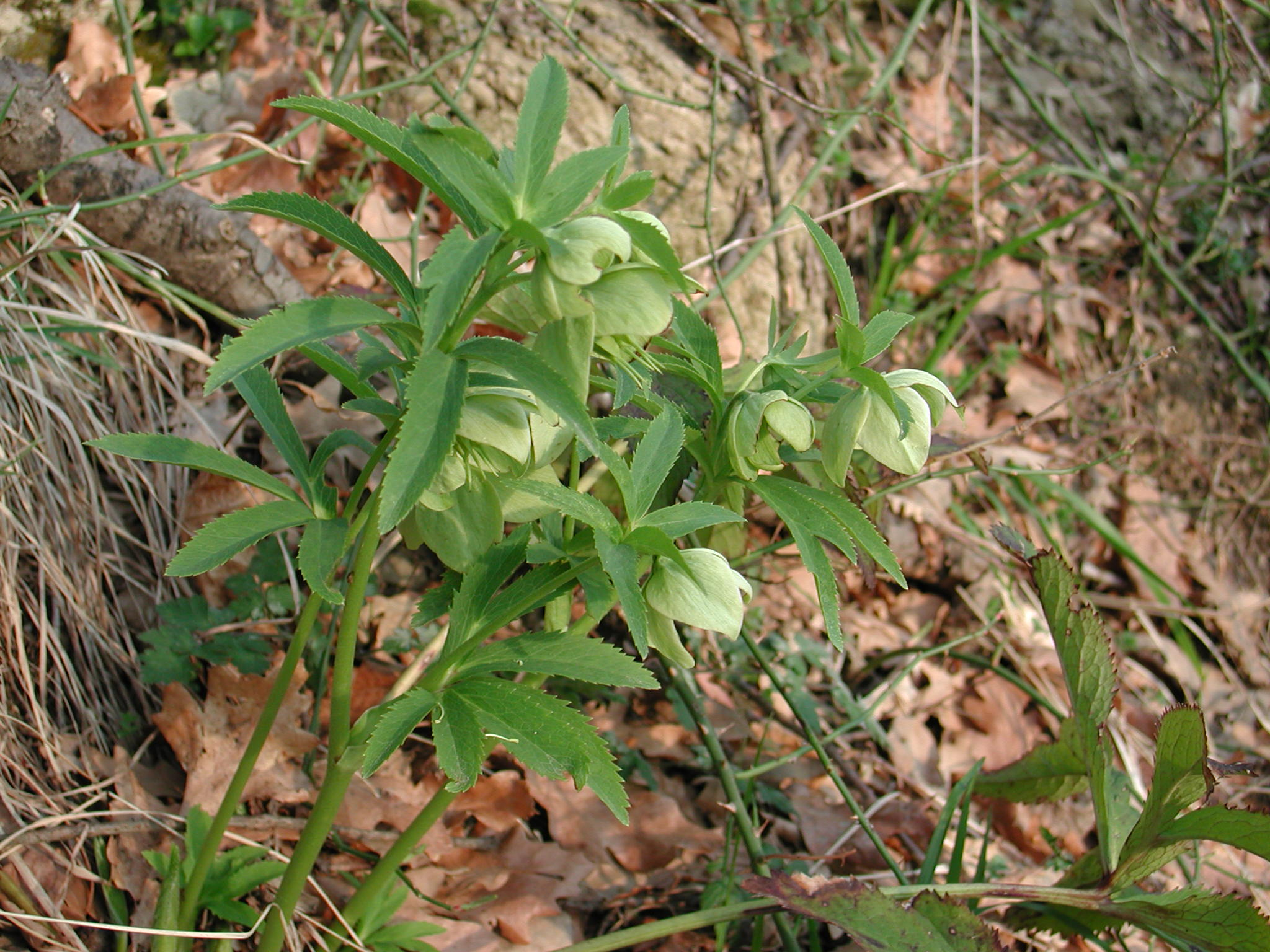
Helleborus viridis subsp. viridis in het noorden van de Apennijnen

... · H. foetidus (Stinkend nieskruid) · H. niger (Kerstroos) · H. orientalis (Lenteroos) · H. viridis (Wrangwortel) · ...